# Río Gato
El río Gato es un río del sur de España perteneciente a la cuenca hidrográfica del Guadalquivir, que discurre en su totalidad por el territorio del norte de la provincia de Córdoba. 
Parte del curso del río Gato ha sido declarado Zona Especial de Conservación (ZEC).

## Curso
El Gato nace en Sierra Morena, en el término municipal de Pozoblanco, y discurre por la comarca de Los Pedroches. Realiza un recorrido en dirección norte-sure a lo largo de unos 30 km que forman el límite entre los términos de Pozoblanco y Villanueva de Córdoba hasta su confluencia con el río Cuzna o Guadalmellato en el límite del término de Obejo. 
La zona donde se encuentran la ZEC Ríos Cuzna y Gato está formada por batolitos graníticos y materiales paleozoicos plegados durante la orogenia hercínica.

## Flora y fauna
Debido a los procesos de degradación qua ha ido sufriendo la vegetación de ribera, en la primera banda de la ZEC Ríos Cuzna y Gato se encuentra una tesela heterogénea con tramos que mantienen fresnedas fragmentarias y otros dominados por tamujar con adelfas y fresnos. Estas fresnedas son notables por la abundancia de Phillyrea media arbóreas y de Bupleurum fruticosum. La población faunística es abundante y variada, con diversidad de especies propiasde del medio fluvial, como son los invertebrados y los  anfibios, además de aves acuáticas como el martín pescador.